# Viktor Tchernomyrdin
Víktor Stepânovitch Tchernomýrdin (em russo:  Ви́ктор Степа́нович Черномы́рдин) (Oremburgo, 9 de abril de 1938 — Moscou, 3 de novembro de 2010) foi o primeiro-ministro da Rússia entre 1992 e 1998, o segundo homem mais influente dentro do círculo de Boris Iéltsin, além de fundador da companhia Gazprom. Atuou como embaixador na Ucrânia entre 2001 e 2009.
Foi um dos responsáveis pela transição do socialismo para o livre mercado na Rússia. Seu modo atrapalhado e confuso de falar, repleto de erros e ambiguidades, ficou muito conhecido na Rússia e caracterizou o premier, muitas de suas frases tornaram-se clichês.
| “ | O governo não é aquele órgão onde, como dizem, só se mete a boca. Nós queríamos o melhor, mas veio o de sempre. | ” |

Faleceu em novembro de 2010, após um câncer, e abalado com a morte da esposa, ao lado da qual foi enterrado, em um funeral exibido ao vivo pelos principais canais estatais.

## Juventude e ministério
Tchernomýrdin nasceu em 9 de abril de 1938, em uma família de cinco irmãos do Oblast de Oremburgo. Em 1957, aos 19 anos, tornou-se mecânico em uma refinaria de petróleo nos limites da cidade de Orsk. Em 1961, ingressou no Partido Comunista. Entre 1973 e 1978, Tchernomýrdin foi o chefe de operações de gás natural em Oremburgo. Em 1982, foi nomeado Ministro das Indústrias de Gás Natural para toda a URSS, seu primeiro cargo federal.

## Presidência do governo
Em 1989, Tchernomýrdin dissolveu o ministério que chefiava, e o transformou em uma companhia estatal, fundando a Gazprom.
Em 1992, o presidente da Rússia, Boris Iéltsin, nomeou Tchernomýrdin como Presidente do Governo, e a influência da Gazprom cresceu imensamente. Em 1995, Tchernomýrdin foi o responsável pelas negociações com o líder terrorista Shamil Bassaiev, que levaram ao cessar fogo durante a Primeira Guerra da Chechênia.
Em 1998, diante de uma profunda crise, Tchernomýrdin renuncia repentinamente ao cargo, mesmo com o apelo de Iéltsin para que permaneça no cargo em troca de nomeá-lo como seu sucessor para a presidência. Após a rejeição de Tchernomýrdin e a impaciência da Duma com a indicação do novo premier, Iéltsin nomeou Evgueni Primakov como o novo primeiro-ministro e sucessor de Tchernomýrdin.

## Carreira diplomática
Em 1999, Tchernomýrdin foi o representante da Rússia na Guerra da Iugoslávia, e aconselhou Slobodan Milosevic a assinar o armistício e permitir que a ONU controlasse Kosovo. No mesmo ano, tornou-se membro da Duma.
Em 2001, Vladimir Putin nomeia Tchernomýrdin como embaixador russo na Ucrânia, ação que causou controvérsias, enquanto a imprensa acusava Putin de tentar afastar o antigo primeiro-ministro da política russa. Em 2009, Tchernomýrdin criou uma tensão diplomática entre Rússia e Ucrânia, quando deu a entender que o país rejeitava as propostas russas para se aproximar do Ocidente. Semanas mais tarde, as autoridades ucranianas afirmaram que preferiam que Tchernomýrdin abandonasse a embaixada, o que aconteceu meses depois. O presidente russo Dmitri Medvedev nomeou Tchernomýrdin como conselheiro presidencial para assuntos econômicos com outras nações da CEI. Mesmo afastado da Ucrânia, Tchernomýrdin continuou a maldizer as autoridades através de indiretas, afirmando que "a Rússia apreciaria muitíssimo se a Ucrânia começasse a pagar pelo gás que importa".

## Morte
Tchernomýrdin morreu na manhã de 3 de novembro de 2010, de complicações de um câncer. O local onde o primeiro-ministro morreu foi estranhamente omitido nos noticiários. Segundo pessoas próximas, como o cantor Lev Leschenko, Tchernomýrdin estava muito deprimido com a morte da esposa Valentina, ocorrida meses antes.
Na chuvosa tarde de 5 de novembro, Tchernomýrdin foi enterrado no cemitério de Novodevitchy, ao lado da esposa. Logo após a morte do premier, o presidente Dmitri Medvedev teria ordenado à televisão estatal que apresentasse o funeral ao vivo em todos os canais, o mesmo havia acontecido recentemente após as mortes de Boris Iéltsin e Aleixo II. Viktor Yanukovych, presidente da Ucrânia, divulgou suas condolências oficiais.